# FV 09 Nürtingen
Der FV 09 Nürtingen ist ein Fußballverein aus Nürtingen.

## Geschichte
Der Verein wurde 1909 gegründet. Die erfolgreichste Zeit des FV 09 Nürtingen begann mit der erstmaligen Zugehörigkeit zur 1. Amateurliga Württemberg von 1953 bis 1957. In dieser Zeit gewannen die Nürtinger 1954 den WFV-Pokal. Nach dem Wiederaufstieg des Vereins 1964 gehörte man bis zum erneuten Abstieg in die 2. Amateurliga im Jahr 1976 erneut zwölf Jahre lang der höchsten Amateurklasse an. Nach der verpassten Qualifikation für die neu geschaffene viertklassige Verbandsliga Württemberg im Jahr 1978 verschwand der FV 09 Nürtingen aus dem höherklassigen Fußball.
In der Saison 2013/14 spielte der Verein in der achtklassigen Bezirksliga Neckar-Fils, nachdem er 2013 die Relegation zur Landesliga verloren hatte. 2015 gelang unter Trainer Daniel Teufel nach 18 Jahren Abwesenheit die Rückkehr in die Landesliga, in der man allerdings nur zwei Jahre lang die Klasse halten konnte. Dem Abstieg in die Bezirksliga 2018 folgte bereits in der Folgesaison der Abstieg in die Kreisliga (jeweils als Tabellenletzter). Seit 2019 spielt der FV 09 Nürtingen in der neuntklassigen Kreisliga A2 Neckar/Fils.

## Erfolge
- WFV-Pokalsieger: 1954
- Meister der 2. Amateurliga Württemberg: 1953[1], 1964[2]

## Bekannte ehemalige Spieler
- Thomas Brdarić, späterer Profi unter anderem beim VfB Stuttgart, VfL Wolfsburg und Hannover 96.
- Andreas Müller, späterer Profi beim VfB Stuttgart, Hannover 96 und FC Schalke 04. Nach Beendigung seiner aktiven Laufbahn Manager beim FC Schalke 04.
- Marvin Plattenhardt, ab dem Sommer 2011 Profi beim 1. FC Nürnberg, und seit Sommer 2014 Stammspieler bei Hertha BSC, spielte in der Jugend von Nürtingen.